# Championnats d'Allemagne de triathlon
Les championnats d'Allemagne de triathlon ont lieu tous les ans.

## Palmarès du championnat d'Allemagne courte distance élite
- Distance des championnats d'Allemagne courte distance ;
  - 1984-2007 : Distance olympique
  - 2008 : Distance sprint
  - 2009-2010 : Distance olympique
  - 2011 : Distance sprint
  - 2012 : Distance sprint (2 juin) et distance olympique (19 août)
  - 2013-2024 : Distance sprint

| Année | Lieu                                                    | Hommes                                                  | Hommes                                                  | Hommes                                                  | Femmes                                                  | Femmes                                                  | Femmes                                                  |                |                  |
| ----- | ------------------------------------------------------- | ------------------------------------------------------- | ------------------------------------------------------- | ------------------------------------------------------- | ------------------------------------------------------- | ------------------------------------------------------- | ------------------------------------------------------- | -------------- | ---------------- |
| Année | Lieu                                                    | 1984                                                    | Losheim                                                 | Klaus Klaeren                                           | Gerhard Wachter                                         | Felix Madlehner                                         | Hanni Zehendner                                         | Ursula Schäfer | Christa Heissler |
| 1985  | Schluchsee                                              | Gerhard Wachter                                         | Klaus Klaeren                                           | Gerhard Rupp                                            | Alexandra Kremer                                        | Monika Diebel                                           | Angelika Barsch                                         |                |                  |
| 1986  | Roth                                                    | Dirk Aschmoneit                                         | Gerhard Rupp                                            | Gerhard Wachter                                         | Alexandra Kremer                                        | Anneliese Weber                                         | Simone Mortier                                          |                |                  |
| 1987  | Saint-Wendel                                            | Wolfgang Dittrich                                       | Jürgen Zäck                                             | Joerg Hofmann                                           | Monika Löwenich                                         | Katrin Duerholdt                                        | Anneliese Weber                                         |                |                  |
| 1988  | Gerolstein                                              | Jürgen Zäck                                             | Gerd Amrhein                                            | Joachim Buck                                            | Simone Mortier                                          | Anneliese Weber                                         | Kirsten Ullrich                                         |                |                  |
| 1989  | Landau an der Isar                                      | Jörg Ullmann                                            | Dirk Aschmoneit                                         | Wolfgang Dittrich                                       | Mandy Dean                                              | Simone Mortier                                          | Ute Schäfer                                             |                |                  |
| 1990  | Berlin                                                  | Oliver Graf                                             | Jochen Basting                                          | Erk Schroeder                                           | Simone Mortier                                          | Ute Schäfer                                             | Mandy Dean                                              |                |                  |
| 1991  | Arolsen                                                 | Roland Knoll                                            | Gerd Amrhein                                            | Holger Lorenz                                           | Ute Schäfer                                             | Simone Mortier                                          | Brigitte Scheithauer                                    |                |                  |
| 1992  | Cologne                                                 | Thomas Hellriegel                                       | Rainer Müller-Hörner                                    | Gerd Amrhein                                            | Franziska Lilienfein                                    | Sonja Krolik                                            | Simone Mortier                                          |                |                  |
| 1993  | Mengen                                                  | Ralf Eggert                                             | Rainer Müller-Hörner                                    | Thomas Hellriegel                                       | Sonja Krolik                                            | Sabine Westhoff                                         | Ute Schäfer                                             |                |                  |
| 1994  | Witten                                                  | Ralf Eggert                                             | Thomas Hellriegel                                       | Roland Knoll                                            | Sonja Krolik                                            | Sabine Graf-Westhoff                                    | Ute Schäfer                                             |                |                  |
| 1995  | Darmstadt                                               | Ralf Eggert                                             | Normann Stadler                                         | Stephan Vuckovic                                        | Anja Dittmer                                            | Ute Schäfer                                             | Katrin Helmcke                                          |                |                  |
| 1996  | Losheim                                                 | Stephan Vuckovic                                        | Ralf Eggert                                             | Normann Stadler                                         | Ute Schäfer                                             | Anja Dittmer                                            | Brigitte Scheithauer                                    |                |                  |
| 1997  | Xanten                                                  | Roland Knoll                                            | Ralf Eggert                                             | Markus Forster                                          | Ines Estedt                                             | Joelle Franzmann                                        | Anja Dittmer                                            |                |                  |
| 1998  | Francfort                                               | Lothar Leder                                            | Markus Forster                                          | Roland Knoll                                            | Anja Dittmer                                            | Joelle Franzmann                                        | Simone Haberer                                          |                |                  |
| 1999  | Francfort                                               | Ralf Eggert                                             | Stephan Vuckovic                                        | Martin Biehler                                          | Anja Dittmer                                            | Anja Heil                                               | Ines Estedt                                             |                |                  |
| 2000  | Francfort                                               | Lothar Leder                                            | Ralf Eggert                                             | Maik Petzold                                            | Joelle Franzmann                                        | Christiane Pilz                                         | Anja Heil                                               |                |                  |
| 2001  | Francfort                                               | Lothar Leder                                            | Andreas Raelert                                         | Stephan Vuckovic                                        | Christiane Pilz                                         | Joelle Franzmann                                        | Ina Reinders                                            |                |                  |
| 2002  | Francfort                                               | Daniel Unger                                            | Andreas Raelert                                         | Roland Knoll                                            | Christiane Pilz                                         | Anja Heil                                               | Anja Dittmer                                            |                |                  |
| 2003  | Lac Breitenau                                           | Maik Petzold                                            | Andreas Raelert                                         | Dirk Bockel                                             | Anja Dittmer                                            | Joelle Franzmann                                        | Ricarda Lisk                                            |                |                  |
| 2004  | Potsdam                                                 | Daniel Unger                                            | Maik Petzold                                            | Andreas Raelert                                         | Anja Dittmer                                            | Joelle Franzmann                                        | Christiane Pilz                                         |                |                  |
| 2005  | Potsdam                                                 | Sebastian Dehmer                                        | Daniel Unger                                            | Jan Frodeno                                             | Joelle Franzmann                                        | Christiane Pilz                                         | Anja Dittmer                                            |                |                  |
| 2006  | Schliersee                                              | Daniel Unger                                            | Sebastian Dehmer                                        | Maik Petzold                                            | Ricarda Lisk                                            | Tina Herklotz                                           | Anja Ippach                                             |                |                  |
| 2007  | Munich                                                  | Jan Frodeno                                             | Maik Petzold                                            | Claude Eksteen                                          | Christiane Pilz                                         | Joelle Franzmann                                        | Kathrin Müller                                          |                |                  |
| 2008  | Gelsenkirchen                                           | Daniel Unger                                            | Jan Frodeno                                             | Maik Petzold                                            | Anja Dittmer                                            | Kathrin Müller                                          | Ricarda Lisk                                            |                |                  |
| 2009  | Schliersee                                              | Thomas Springer                                         | Michael Raelert                                         | Andreas Raelert                                         | Christiane Pilz                                         | Anne Haug                                               | Kathrin Müller                                          |                |                  |
| 2010  | Schliersee                                              | Steffen Justus                                          | Daniel Unger                                            | Maik Petzold                                            | Ricarda Lisk                                            | Svenja Bazlen                                           | Rebecca Robisch                                         |                |                  |
| 2011  | Grimma                                                  | Steffen Justus                                          | Jonathan Zipf                                           | Gregor Buchholz                                         | Rebecca Robisch                                         | Anne Haug                                               | Christiane Pilz                                         |                |                  |
| 2012  | Darmstadt                                               | Franz Löschke                                           | Christian Prochnow                                      | Jonathan Zipf                                           | Ricarda Lisk                                            | Anja Knapp                                              | Kathrin Müller                                          |                |                  |
| 2012  | Witten                                                  | Christian Prochnow                                      | Jonathan Zipf                                           | Franz Löschke                                           | Anja Knapp                                              | Sarah Fladung                                           | Léonie Poetsch                                          |                |                  |
| 2013  | Hanovre                                                 | Jonathan Zipf                                           | Franz Löschke                                           | Gregor Buchholz                                         | Anne Haug                                               | Rebecca Robisch                                         | Hanna Philippin                                         |                |                  |
| 2014  | Hanovre                                                 | Steffen Justus                                          | Christopher Hettich                                     | Gregor Buchholz                                         | Sophia Saller                                           | Rebecca Robisch                                         | Hanna Philippin                                         |                |                  |
| 2015  | Düsseldorf                                              | Gregor Buchholz                                         | Steffen Justus                                          | Maximilian Schwetz                                      | Laura Lindemann                                         | Anne Haug                                               | Rebecca Robisch                                         |                |                  |
| 2016  | Düsseldorf                                              | Justus Nieschlag                                        | Maximilian Schwetz                                      | Jannik Schaufler                                        | Lena Meißner                                            | Anabel Knoll                                            | Hanna Philippin                                         |                |                  |
| 2017  | Grimma                                                  | Justus Nieschlag                                        | Jonathan Zipf                                           | Jonas Breinlinger                                       | Laura Lindemann                                         | Anja Knapp                                              | Sophia Saller                                           |                |                  |
| 2018  | Düsseldorf                                              | Lasse Lührs                                             | Ian Manthey                                             | Gabriel Allgayer                                        | Laura Lindemann                                         | Anja Knapp                                              | Sophia Saller                                           |                |                  |
| 2019  | Berlin                                                  | Valentin Wernz                                          | Jonas Schomburg                                         | Maximilian Schwetz                                      | Laura Lindemann                                         | Nina Eim                                                | Lena Meißner                                            |                |                  |
| 2020  | Championnats annulés pour cause de pandémie de Covid-19 | Championnats annulés pour cause de pandémie de Covid-19 | Championnats annulés pour cause de pandémie de Covid-19 | Championnats annulés pour cause de pandémie de Covid-19 | Championnats annulés pour cause de pandémie de Covid-19 | Championnats annulés pour cause de pandémie de Covid-19 | Championnats annulés pour cause de pandémie de Covid-19 |                |                  |
| 2021  | Berlin                                                  | Tim Hellwig                                             | Justus Nieschlag                                        | Henry Graf                                              | Lisa Tertsch                                            | Nina Eim                                                | Marlene Gomez-Islinger                                  |                |                  |
| 2022  | Berlin                                                  | Lasse Lührs                                             | Lasse Nygaard Priester                                  | Henry Graf                                              | Laura Lindemann                                         | Annika Koch                                             | Nina Eim                                                |                |                  |
| 2023  | Düsseldorf                                              | Lasse Nygaard Priester                                  | Tim Hellwig                                             | Simon Henseleit                                         | Lisa Tertsch                                            | Selina Klamt                                            | Marlene Gomez-Islinger                                  |                |                  |
| 2024  | Hanovre                                                 | Justus Nieschlag                                        | Henry Graf                                              | Jonas Osterholt                                         | Annika Koch                                             | Lisa Tertsch                                            | Laura Lindemann                                         |                |                  |